# Il delizioso peccatore
Il delizioso peccatore (The Exquisite Sinner) è un film muto del 1926 diretto Josef von Sternberg. Prodotto nel 1925, non piacque ai produttori che ne fecero girare alcune scene a Philip Rosen, distribuendolo così l'anno seguente. Gran parte del film si deve però a Sternberg che conservò i credits.
La sceneggiatura si basa su Escape, romanzo di Alden Brooks pubblicato a New York nel 1924.

## Trama
Fuggito da una casa di cura in Bretagna, un giovane reduce della prima guerra mondiale sfugge ai militari che lo inseguono, trovando rifugio in un campo di gitani dove si innamora di una bella zingara. La nuova vita gli risulta così gratificante, che decide di diventare pittore e di vivere con i suoi nuovi amici. La famiglia non accoglie bene la sua sparizione e lo induce a ritornare a Parigi. Presto però lui scopre di essere stato diseredato a favore delle sorelle. La vita borghese lo porta presto alla nevrosi e i suoi familiari, dopo aver distrutto i suoi quadri, lo definiscono un fallito. Lui, allora, torna dagli amici gitani dove, finalmente, ritrova sé stesso.

## Produzione
Il film fu prodotto dalla Metro-Goldwyn-Mayer (MGM).

## Distribuzione
Il copyright del film, richiesto dalla Metro-Goldwyn-Mayer Corp., fu registrato il 19 aprile 1926 con il numero LP22777.
Distribuito dalla Metro-Goldwyn-Mayer (MGM), il film uscì nelle sale cinematografiche USA il 28 marzo 1926.
Alcune fonti considerano il film perduto, tuttavia silentera.com, un sito specializzato sui film muti del passato, afferma che una copia del film si trova nella collezione della Metro-Goldwyn-Mayer alla Warner Brothers Classics film collection.